# Punta Berón
 Punta Berón är en udde i Antarktis. Den ligger på Half Moon Island i Sydshetlandsöarna. Argentina, Chile och Storbritannien gör anspråk på området.
Terrängen inåt land är kuperad åt sydost, men åt nordväst är den platt. Trakten är glest befolkad. Närmaste befolkade plats är Maldonado Station, 16,5 kilometer norr om  Punta Berón.